# 764
Évszázadok: 7. század – 8. század – 9. század
Évtizedek: 710-es évek – 720-as évek – 730-as évek – 740-es évek – 750-es évek – 760-as évek – 770-es évek – 780-as évek – 790-es évek – 800-as évek – 810-es évek
Évek: 759 – 760 – 761 – 762 –  763 – 764 – 765 – 766 – 767 – 768 – 769

## Események
- I. Pál pápa jelentős adományt követel az egyház számára az egyre gazdagodó Velencétől. Domenico Monegario dózsa hajlik a követelés teljesítésére, ezért a polgárság fellázad ellene, megdöntik uralmát és megvakítják. Helyére Maurizio Galbaiót választják.
- A merciai Offa a vazallusává teszi Kent két királyát; azok területén a saját nevében osztogat birtokot, Heahberht "király" csak a tanúk között szerepel az oklevélen.
- Cancor alemann gróf megalapítja Lorsch apátságát.

### Japán
- Kóken lemondott császárnő (és kegyence, Dókjó szerzetes) egyre több részt követel a kormányzásból. A politikában alig részt vevő Dzsunnin császár és főminisztere, Fudzsivara no Nakamaro ellenállnak törekvésének. Októberben Nakamaro államcsínyre készülve átveszi a testőrség irányítását, de terve kiderül és Kóken is a fővárosba hívja támogatóit. Kezdeti összecsapások után a főminiszter a császári pecséttel és az uralkodói jelvényekkel elhagyja a fővárost, Narát és új császárt nevez ki a dinasztia egyik tagja, Siojaki személyében.
- Hét nappal később Kóken serege legyőzi a főminiszterét, akit menekülés közben elfognak és kivégeznek. Kóken lemondatja és száműzi Dzsunnin császárt és Sótoku néven visszatér a trónra.

## Születések
- Al-Hádí, abbászida kalifa

## Halálozások
- Fudzsivara no Nakamaro, japán államférfi
- Ifjabb Szent István, bizánci szerzetes, mártír

## Fordítás
- Ez a szócikk részben vagy egészben  a(z)   764 című angol Wikipédia-szócikk ezen változatának fordításán alapul.  Az eredeti cikk szerkesztőit annak laptörténete sorolja fel. Ez a jelzés csupán a megfogalmazás eredetét és a szerzői jogokat jelzi, nem szolgál a cikkben szereplő információk forrásmegjelöléseként.